# Ruston (Louisiane)
Pour les articles homonymes, voir Ruston.
Ruston est une ville de l'État de Louisiane et le siège de la paroisse de Lincoln, aux États-Unis. Sa population était de 20 546 habitants en 2000 et de  21 859 habitants en 2010, soit une croissance de 6,4 % en l'espace de 10 ans. Elle abrite l'Université de Louisiana Tech.

## Personnalité liée à la ville
- Lindsey Pelas (1991-), mannequin et actrice.